# 夏川りみ
夏川 りみ（なつかわ りみ、1973年10月9日 - ）は、沖縄県石垣市出身の歌手。ビクターミュージックアーツ所属。旧芸名は星 美里。本名は玉木 りみ。夫はパーカッション奏者でTUBEのサポートメンバーである玉木正昭。1児の母。うたコンで中島愛と共演した。

## 略歴

### 生い立ち
幼いころから歌うのが好きで、歌手になることを夢見ていた。小学校2年から中学1年まで父親の指導のもと、毎日2時間、歌の練習をしていた。9歳のときに石垣ケーブルテレビ主催「第1回ちびっこのど自慢大会」で優勝したのを皮切りに、全国各地の大会で入賞するようになった。1984年には毎日放送『素人名人会』で鳥羽一郎の「兄弟船」を歌唱し「名人賞」を獲得した。
1986年、中学1年のときに第10回『長崎歌謡祭』に出場し、史上最年少でグランプリを獲得。レコード会社からスカウトされて上京し、田辺エージェンシーに所属した。杉並区立阿佐ヶ谷中学校に転入し、その後堀越高等学校に入学した。

### 星美里としてデビュー
1989年にポニーキャニオンから星美里の名で演歌歌手としてデビュー。藤山一郎から「40年に一人出るか出ないかの歌手」と称えられたが、ヒットには恵まれなかった。1993年には第3回NHK新人歌謡コンテストに出場し、カップリング曲を予選で使い「港雨情」を決勝用に残す作戦に出たが、予選で敗退した。
1996年に引退し、沖縄県那覇市の姉のもとに移住した。姉の飲食店を手伝いながら歌っていると、彼女の歌を目当てに店に訪れる客も増えたという。1998年には琉球放送のラジオ番組『岩ちゃんのビタミンラジオ』に、本名の兼久りみの名前でアシスタントとして出演した。

### 再デビュー
1999年5月21日に夏川りみとしてデビューした。ポニーキャニオン時代のディレクター三井健生が彼女のために音楽事務所・三井エージェンシーを立ち上げての再出発であった。以後もしばらくはヒット曲に恵まれなかったが、2001年に発売した「涙そうそう」が徐々にヒット（出荷ベースで100万枚以上）、116週連続チャートインして一躍有名となった。
2002年には『第44回日本レコード大賞』（TBSテレビ・ラジオ）で同曲が金賞を受賞し、『第53回NHK紅白歌合戦』（NHK総合・ラジオ第1、詳細はNHK紅白歌合戦出場歴を参照）にも初出場した。同曲の提供者である同郷のBEGINも同時に初出場を果たしており、石垣島では島中に「出場おめでとう」の横断幕がかけられる騒ぎになったという。紅白出場時には地元石垣市のミンサー織り衣装を着用した。
2003年には古謝美佐子のカバー曲「童神」が『第45回日本レコード大賞』（TBSテレビ・ラジオ）金賞を受賞。『第54回NHK紅白歌合戦』（NHK総合・ラジオ第1）では再び「涙そうそう」を歌った。2004年は「愛よ愛よ」で『第46回日本レコード大賞』（TBSテレビ・ラジオ）最優秀歌唱賞を受賞。『第55回NHK紅白歌合戦』（NHK総合・ラジオ第1）では三たび「涙そうそう」を歌った。
2005年には愛知万博NHK関連番組で「ココロツタエ」がテーマ曲として使用された。テレビアニメ『ドラえもん』（テレビ朝日系）の26年ぶりに変更されたオープニング・テーマ曲「ハグしちゃお」を発表。10月にはオーロラ基金主催のベネフィットコンサートで、初の海外公演を行った。『第56回NHK紅白歌合戦』（NHK総合・ラジオ第1）では4年連続で「涙そうそう」を歌った。
2005年8月6日、NHK紅白歌合戦連続出場等の実績や、沖縄民謡・楽曲を歌唱し、石垣市のミンサー織り衣装を着て登場するなど石垣市を広くアピールしたことが認められ、石垣市市民栄誉章を受賞した。
2006年の映画『涙そうそう』で出演依頼（学校の先生役）があったが「私は歌しかできない」という理由で断った。
2006年4月4日から9日にかけて新宿コマ劇場で初公演『夏川りみカーニバル〜琉球の空と海と花と〜』を行った。第88回全国高等学校野球選手権大会では大会歌「栄冠は君に輝く」の歌唱者に選ばれた。
同年10月18日にはアンドレア・ボチェッリとのデュエットで歌った「ソモス・ノビオス〜愛の夢」（スペイン語）がボチェッリのアルバム『貴方に贈る愛の歌』に収録された。10月24日には初の台湾（台湾台北國際会議中心）公演を行った。『第57回NHK紅白歌合戦』（NHK総合・ラジオ第1）では「花〜すべての人の心に花を〜」を歌った。

### 事務所移籍以降
2007年1月14日に所属事務所三井エージェンシーとの所属契約満了をもってフリーとなった（所属レコード会社のビクターエンタテインメント預かり）。また同年2月からはステージ活動休止、4月からはすべての活動を停止した。4月から所属レコード会社の系列会社 JVCエンタテインメント株式会社に移籍し、5月13日に大阪城ホールで行われた『母の日に感謝のコンサート』にサプライズゲストとして登場し、活動再開を宣言した。12月25日、26日には2度目の台湾公演を行った。
2008年5月24日、26日に日本ベトナム外交関係樹立35周年記念事業、日越友好ハノイ・ホーチミン音楽祭（第1回日越友好音楽祭）に参加。10月28日には中国上海国際芸術フェスティバル「日本文化ウィーク」に参加しソロコンサートを開催した。
2009年1月1日にパーカッション奏者の玉木正昭と結婚した。1月15日から18日にかけて台湾でソロコンサートを開催した（台北國際會議中心大會堂）。2月5日にはミャンマーのヤンゴンで開催されたイベント『ジャパン・ミャンマー・プエドー2019』に参加し、「涙そうそう」をビルマ語と日本語で歌った。5月16日には太宰府天満宮 天神ひろば特設ステージで「千年 樟若葉コンサートデビュー10周年記念 夏川りみと唄者たち」を開催した。同年3月に開催された沖縄国際映画祭出品作品『南の島のフリムン』（ゴリ監督）に謎の占い師役で映画初出演した。
2010年8月20日、第一子となる男児を出産。この妊娠の事実は、同年1月18日にメディアに公表されていたが（この時点で妊娠3ヶ月であった）、切迫流産の危険があったという。
2011年5月4日、出身地石垣市で初の単独公演を行った。

5月9日、具志堅用高、BEGINとともに石垣市観光大使（任期は2年）に任命された。
5月14日・15日・18日に台湾公演を行い、東日本大震災に対する支援への感謝を述べた。東日本大震災の避難所等にて慰問活動を行った。
12月31日『第62回NHK紅白歌合戦』（NHK総合・ラジオ第1）に出場し、秋川雅史と共に「あすという日が」を歌った。手話を交えた歌唱で、スカート部にミンサー柄が透けて見える衣装を着用した。
2012年5月15日、国・県主催の沖縄復帰40周年記念式典第2部記念レセプションのゲストLIVEステージで歌唱した。東日本大震災の仮設住宅にて慰問を行った。
東日本大震災への支援に感謝を示したいと、11月3日、台湾の台南成功大學、11月4日、台中中興大學にてコンサートを行った。台南では夏川の意向により単親家庭を招待した。
2013年6月8日、台湾の第24屆傳統暨藝術音樂金曲獎（金曲奨）にてゲストとして歌唱した。

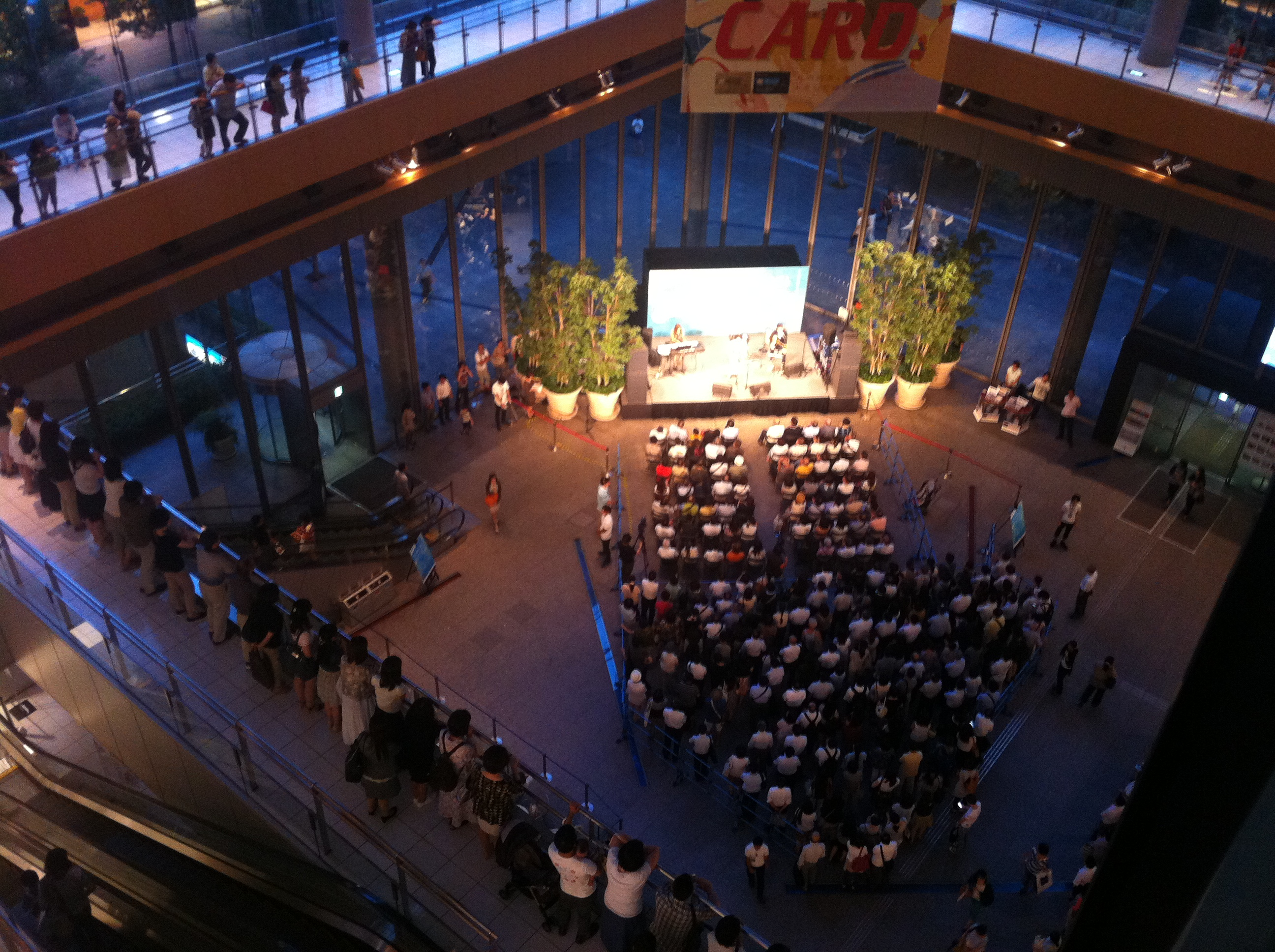
丸の内ビルのライブ、2014年

2014年3月22日、全米桜祭り (National Cherry Blossom Festival) 2014のオープニングセレモニーにて歌唱した。10月2日、第19回釜山国際映画祭のオープニングセレモニーにて歌唱した。
2015年11月22日、自宅で転倒して左足首を骨折、全治6週間の重傷を負い、12月1日に出演予定であった『NHK歌謡コンサート』（NHK総合）への出演を取りやめた。
2015年12月20日、第九ひろしまに第一部のゲストとして出演した。骨折のため車いすに搭乗した状態で登場し、「童神」「さとうきび畑」「涙そうそう」「アメイジンググレース」を歌唱した。
2019年9月14日、東京・かつしかシンフォニーヒルズで、新アルバム発売記念20周年コンサートを行った。

## 人物

### 音楽
夏川の「涙そうそう」には人を癒す力があると讃えられる。夏川の伴奏を数多く務めた吉川忠英は彼女の歌声を「まさに南国の夜にキラメく大きな星の様に、強く、やさしく、あたたかく、僕の心をくすぐってゆく」と評している。古謝美佐子のカバー曲「童神」は夏川のレパートリーとして定着し、「胎教にいい」との評判も呼んでいる。
「涙そうそう」を歌うようになったのは沖縄サミットの関連イベントでBEGINが同曲を演奏するのを偶然テレビで見たことがきっかけである。同曲に魅了された夏川は、BEGINのライブに行った際に楽屋を訪ね、歌わせてほしいと申し出た。「あらためて別の曲を作ってあげる」と「あなたの風」を提供されたが、「涙そうそう」を諦め切れなかった夏川はさらに懇願を続け、カバーへの同意を取りつけた。夏川は同曲に出会ってすべてが変わったと語る。「やっと、自分らしさが分かって自信が出てきた」という。
同曲のヒットをもっとも喜んだのは、幼いころから歌の手ほどきをした父だった。夏川自身はファンであった中森明菜などのポップスを歌いたかったが、父に歌わされたのは演歌であった。嫌々歌うこともあったが、現在では「演歌で歌の基礎をしっかり教えてくれたからこそ、今どんな歌でも歌える」と感謝している。
三線・琉笛・三板を演奏しながら歌うこともある。三線は「涙そうそう」から弾きはじめた。

### その他
グッチ裕三に「にんじんシリシリ」という料理を教えたことがある。カバンに唐揚げを入れて持ち歩き、移動中のクルマや電車の中で食べる。

## ディスコグラフィー

### 星 美里 名義
|          | リリース日     | タイトル                    | 規格   | 規格品番   |
| シングル |                |                             |        |            |
| 1st      | 1989年12月15日 | しほり                      | 8cmCD  | PCDA-00039 |
| 2nd      | 1990年10月21日 | 夢色めまい                  | 8cmCD  | PCDA-00120 |
| 3rd      | 1992年9月18日  | 港雨情                      | 8cmCD  | PCDA-00358 |
| アルバム |                |                             |        |            |
| ベスト   | 2010年3月3日   | 星美里 ベスト・コレクション | 12cmCD | PCCS-00086 |

### 夏川 りみ 名義

#### シングル
|          | リリース日     | タイトル                                            | 規格                 | 規格品番              | 順位/登場回数 |
| 1st      | 1999年5月21日  | 夕映えにゆれて                                      | 8cmCD                | VIDL-30429            |               |
| 2nd      | 2000年2月23日  | 花になる                                            | 8cmCD                | VIDL-30480            |               |
| 3rd      | 2001年3月23日  | 涙そうそう                                          | 12cmCD               | VICL-35238            | 8位/232回     |
| 4th      | 2003年3月19日  | 道しるべ                                            | 12cmCD               | VICL-35474            | 47位/7回      |
| 5th      | 2003年8月27日  | 鳥よ                                                | 12cmCD               | VICL-35565            | 47位/7回      |
| 6th      | 2003年9月26日  | 童神〜ヤマトグチ〜                                  | 12cmCD               | VICL-35575            | 16位/30回     |
|          | 2004年3月23日  | 涙そうそう〜Special Edition〜                       | 12cmCD(CD-EXTRA仕様) | VICL-35657            | 54位9/回      |
| 7th      | 2004年7月21日  | 愛よ愛よ（）                                        | CCCD                 | VICL-35683            | 39位/13回     |
| 7th      | 2007年12月19日 | 愛よ愛よ（）                                        | 12cmCD               | VICL-36371            | 39位/13回     |
| 8th      | 2004年12月16日 | ココロツタエ                                        | 12cmCD               | VICL-35745            | 47位/36回     |
| 8th      | 2004年12月16日 | ココロツタエ                                        | CT                   | VISL-30589            |               |
|          | 2004年12月16日 | 涙そうそう/童神～ヤマトグチ～                       | CT                   | VISL-30590            |               |
| 9th      | 2005年11月2日  | さようなら ありがとう                               | 12cmCD(CD-EXTRA仕様) | VICL-35911:初回限定盤 | 44位/6回      |
| 9th      | 2005年11月2日  | さようなら ありがとう                               | 12cmCD               | VICL-35922:通常盤     |               |
| 10th     | 2005年12月21日 | ハグしちゃお                                        | 12cmCD               | VICL-35932            | 78位/4回      |
| 11th     | 2006年8月23日  | さようなら ありがとう 〜天の風（）〜／未来          | 12cmCD               | VICL-36146            | 30位/9回      |
| 12th     | 2007年2月7日   | フルサト                                            | 12cmCD               | VICL-36214            | 53位/5回      |
| 配信限定 | 2007年9月26日  | 時代／忘れてはいけないもの                          |                      |                       |               |
| 配信限定 | 2007年10月29日 | 花咲く旅路／キセキノハナ                            |                      |                       |               |
| 配信限定 | 2007年11月7日  | 秋桜／こころ                                        |                      |                       |               |
| 13th     | 2008年1月23日  | あの花のように                                      | 12cmCD               | VICL-36388            | 94位/7回      |
| 14th     | 2008年7月30日  | いのちの音／だいじょぶ、だいじょうぶ                | 12cmCD               | VICL-36435            | 116位         |
| 配信限定 | 2009年8月26日  | いのちのリズム                                      |                      |                       |               |
| 15th     | 2011年2月19日  | ゆりかごのうた                                      | 12cmCD               | VICL-36627            | 109位/4回     |
| 16th     | 2011年9月21日  | あすという日が                                      | 12cmCD               | VICL-36661            | 95位/10回     |
| 配信限定 | 2013年10月23日 | 心の地図                                            |                      |                       |               |
| 配信限定 | 2014年1月29日  | 旅のどこかで                                        |                      |                       |               |
| 配信限定 | 2014年4月9日   | 虹のかけら                                          |                      |                       |               |
| 17th     | 2016年11月9日  | あしたの子守唄                                      | 12cmCD               | VICL-37218            |               |
| 配信限定 | 2019年5月29日  | 心の呼吸〜Breath of the heart〜                     |                      |                       |               |
| 配信限定 | 2019年6月26日  | そばにいて                                          |                      |                       |               |
| 配信限定 | 2019年8月7日   | マモリウタ                                          |                      |                       |               |
| 配信限定 | 2021年2月3日   | しあわせのランプ                                    |                      |                       |               |
| 配信限定 | 2021年10月6日  | 沖縄からの風 / 宮沢和史・夏川りみ・大城クラウディア |                      |                       |               |
| 配信限定 | 2022年5月4日   | 会いたい(想你)                                      |                      |                       |               |
| 配信限定 | 2022年6月8日   | 風結び                                              |                      |                       |               |
| 配信限定 | 2023年11月29日 | 春夏秋冬                                            |                      |                       |               |
| 配信限定 | 2024年5月22日  | 詩、歌、唄                                          |                      |                       |               |
| 配信限定 | 2024年12月11日 | ハレルヤ、ありがとう                                |                      |                       |               |
| 18th     | 2025年1月29日  | 詩、歌、唄                                          | 12cmCD               | VICL-37756            |               |

#### アルバム

##### オリジナルアルバム
|            | リリース日     | タイトル                                                                     | 規格              | 規格品番                      | 順位/登場回数 |
| ミニ       | 2002年3月21日  | 南風                                                                         | CD                | VICL-60856                    | 37位/155回    |
| ミニ       | 2007年09月27日 | 南風                                                                         | CD                | VICL-62601:期間限定特別価格盤 | 37位/155回    |
| ミニ       | 2023年4月14日  | 南風                                                                         | LP(重量盤)        | SSAR-084                      | 37位/155回    |
| 1st        | 2002年9月21日  | てぃだ 〜太陽・風ぬ想い〜                                                    | CD                | VICL-60943                    | 24位/120回    |
| 1st        | 2007年09月27日 | てぃだ 〜太陽・風ぬ想い〜                                                    | CD                | VICL-62602:期間限定特別価格盤 | 24位/120回    |
| 2nd        | 2003年3月26日  | 空の風景（けしき）                                                           | CD                | VICL-61094                    | 39位/47回     |
| 2nd        | 2007年09月27日 | 空の風景（けしき）                                                           | CD                | VICL-62603:期間限定特別価格盤 | 39位/47回     |
| 3rd        | 2004年9月22日  | 風の道                                                                       | CD                | VICL-61480                    | 36位/13回     |
| 3rd        | 2007年09月27日 | 風の道                                                                       | CD                | VICL-62606:期間限定特別価格盤 | 36位/13回     |
| 4th        | 2005年11月23日 | 彩風の音（）                                                                 | CD                | VICL-61733                    | 48位/8回      |
| 4th        | 2007年09月27日 | 彩風の音（）                                                                 | CD                | VICL-62608:期間限定特別価格盤 | 48位/8回      |
| デュエット | 2006年3月22日  | RMITs ～ベスト・デュエット・ソングス～                                       | CD                | VICL-61915                    | 80位/4回      |
| デュエット | 2007年09月27日 | RMITs ～ベスト・デュエット・ソングス～                                       | CD                | VICL-62609:期間限定特別価格盤 | 80位/4回      |
| 5th        | 2007年3月9日   | 想い風（）                                                                   | CD                | VICL-62259                    | 76位/4回      |
| 6th        | 2009年3月18日  | ココロノウタ                                                                 | 2CD+DVD           | VIZL-327:初回生産限定盤       | 77位/3回      |
| 6th        | 2009年3月18日  | ココロノウタ                                                                 | 2CD               | VICL-63279/80:通常盤          | 77位/3回      |
| 配信限定   | 2010年8月18日  | 夏川りみ ライブ～沖縄の唄スペシャル～                                        | 配信              |                               |               |
| 7th        | 2011年3月9日   | ぬちぐすい みみぐすい                                                        | CD                | VICL-63708                    | 69位/5回      |
| 8th        | 2014年6月18日  | 虹                                                                           | CD                | VICL-64179                    | 137位         |
| 9th        | 2019年8月28日  | 美らさ愛さ                                                                   | 2CD               | VIZL-1632:初回限定盤          | 182位         |
| 9th        | 2019年8月28日  | 美らさ愛さ                                                                   | CD                | VICL-65235:通常盤             |               |
| コラボ     | 2021年12月8日  | 沖縄からの風 ～沖縄から生まれた名曲たち～ 宮沢和史,夏川りみ,大城クラウディア | CD                | YRCN-95352                    | 94位          |
| 10th       | 2022年6月22日  | 会いたい 〜かなさんどぉ〜                                                    | CD+DVD            | VIZL-2068:初回限定盤          | TBA           |
| 10th       | 2022年6月22日  | 会いたい 〜かなさんどぉ〜                                                    | CD                | VICL-65706:通常盤             | TBA           |
|            | 2025年6月18日  | うた                                                                         | CD+DVD            | VIZL-2451:初回限定盤          |               |
| CD         | 2025年6月18日  | うた                                                                         | VICL-66078:通常盤 |                               |               |

##### ベストアルバム
| リリース日     | タイトル                                  | 規格   | 規格品番                                      | 順位/登場回数 |
| 2005年3月16日  | 夏川りみ SINGLE COLLECTION Vol.1          | CD     | VICL-61605                                    | 13位/81回     |
| 2007年09月27日 | 夏川りみ SINGLE COLLECTION Vol.1          | CD     | VICL-62607:期間限定特別価格盤                 | 13位/81回     |
| 2007年09月28日 | 夏川りみ SINGLE COLLECTION Vol.1          | CD     | VAL-143:初回生産限定盤                        | 13位/81回     |
| 2006年9月22日  | Rimi Natsukawa Selection                  | CD+DVD | GUT-2139.4 :台湾､香港､シンガポール､マレーシア |               |
| 2008年4月24日  | Rimi Natsukawa Selection                  | CD     | 韓国盤                                        |               |
| 2008年3月19日  | あいのうた ～セルフセレクション・ベスト～ | CD     | VICL-62766                                    | 40位/8回      |
| 2009年11月25日 | おきなわうた ～琉球の風を感じて～         | CD     | VICL-63473                                    | 158位/3回     |
| 2012年1月25日  | BEST SONGS                                | CD     | VICL-63840                                    | 124位/5回     |
| 2016年3月16日  | 夏川りみ台湾精選～Best Collection 2016～  | CD     | VICL-64541                                    | 圏外/-        |

##### カバーアルバム
| リリース日     | タイトル                              | 規格 | 規格品番                      | 順位/登場回数 |
| 2003年10月22日 | ファムレウタ ～子守唄～               | CD   | VICL-61207                    | 25位/17回     |
| 2007年09月27日 | ファムレウタ ～子守唄～               | CD   | VICL-62604:期間限定特別価格盤 | 25位/17回     |
| 2004年2月25日  | 沖縄の風                              | CD   | VICL-61301                    | 32位/49回     |
| 2007年09月27日 | 沖縄の風                              | CD   | VICL-62605:期間限定特別価格盤 | 32位/49回     |
| 2007年11月21日 | 歌さがし 〜リクエストカバーアルバム〜 | CD   | VICL-62660:初回限定盤         | 19位/17回     |
| 2007年11月21日 | 歌さがし 〜リクエストカバーアルバム〜 | CD   | VICL-62661:通常盤             | 19位/17回     |
| 2024年7月17日  | 歌さがし 〜リクエストカバーアルバム〜 | LP   | JSLP-220                      | 19位/17回     |
| 2010年2月24日  | 歌さがし ～アジアの風～               | 2CD  | VICL-63541/2                  | 108位         |
| 2021年3月3日   | あかり                                | CD   | VICL-65480                    | 164位         |

#### 映像作品
| リリース日     | タイトル                                                                                      | 規格     | 規格品番   | 順位/登場回数 |
| 2004年2月25日  | 琉球の風                                                                                      | DVD      | VIBL-159   | 94位/4回      |
| 2008年11月19日 | 琉球の風                                                                                      | DVD      | VIBL-555   |               |
| 2005年3月24日  | 夏川りみ Concert Tour 2004 ∞un RIMI ted∞                                                      | DVD      | VIBL-276   | 143位         |
| 2008年11月19日 | 夏川りみ Concert Tour 2004 ∞un RIMI ted∞                                                      | DVD      | VIBL-556   |               |
| 2007年3月9日   | VIDEO CLIP COLLECTION                                                                         | DVD      | VIBL-377   | 105位         |
| 2022年6月15日  | 沖縄からの風コンサート2021 ～宮沢和史、夏川りみ、大城クラウディアによるスペシャルコンサート～ | 3DVD     | YRBN-80216 | TBA           |
| 2022年6月15日  | 沖縄からの風コンサート2021 ～宮沢和史、夏川りみ、大城クラウディアによるスペシャルコンサート～ | 2Blu-ray | YRXN-80016 |               |

#### 参加作品
| リリース日     | 曲名                                                                        | 収録された作品                                                         |
| 2004年9月1日   | デイゴとはまなす                                                            | 五木ひろし「おんなの絵本」                                             |
| 2005年3月30日  | 僕の胸でおやすみ with 夏川りみ                                              | 佐藤竹善「THE SELECTION OF CORNERSTONES 1995-2004」                    |
| 2005年6月22日  | 「あゝ甲子園」君よ八月に熱くなれ                                            | Various Artists「人間万葉歌～阿久悠 作詞集」                           |
| 2005年10月19日 | 満天の星の夜 duet with 夏川りみ                                             | 黒沢薫「Love Anthem」                                                  |
| 2006年10月18日 | ソモス・ノビオス～愛の夢 duet with 夏川りみ                                 | アンドレア・ボチェッリ「貴方に贈る愛の歌」（日本盤ボーナス・トラック） |
| 2008年1月23日  | 歌人                                                                        | 山沢大洋「music tree」                                                 |
| 2009年3月25日  | 僕はどうかな with 夏川りみ                                                  | CHAGE「Many Happy Returns」                                            |
| 2009年11月11日 | ただそれだけ                                                                | Various Artists「服部克久」                                            |
| 2010年4月28日  | 別れの予感 Duet with 夏川りみ                                               | テレサ・テン「新生」                                                   |
| 2011年8月24日  | 瑠璃色の地球                                                                | KOBUDO -古武道-「イツクシミ」                                          |
| 2011年10月5日  | 忘んなよ島ぬくとぅ                                                          | 南こうせつ「愛よ急げ」                                                 |
| 2011年11月23日 | 忘んなよ島ぬくとぅ                                                          | THE BOOM「よっちゃばれ」                                               |
| 2013年2月20日  | A WHOLE NEW WORLD (w/ 夏川りみ)                                             | Skoop On Somebody「S.O.S. Duets」                                      |
| 2013年7月24日  | オ・アモール・エ・プラ・シ・アマール（愛は愛するためのもの） feat. 夏川りみ | セルジオ・メンデス「ランデヴー」                                       |
| 2013年8月7日   | 見上げてごらん夜の星を（泉谷しげる×夏川りみ）                               | 泉谷しげる「昭和の歌よ、ありがとう」                                   |
| 2016年9月7日   | 手編みの靴下（夏川りみ・島谷ひとみ）                                        | ザ・ピーナッツ トリビュート・ソングス                                  |
| 2019年5月22日  | よんなー よんなー with 夏川りみ                                             | 宮沢和史「留まらざること 川の如く」                                    |

#### タイアップ
| 曲名                         | タイアップ |
| 花になる                     | NHKラジオ『新ラジオ歌謡』                                                                                             |
| 花になる                     | NHK『みんなのうた』2000年10月から11月度                                                                               |
| この星を感じて               | 松下グループCMソング（2005年のナショナルFF式石油ストーブのリコールにより打ち切り）                                    |
| 涙そうそう                   | CBCラジオ春のキャンペーンソング                                                                                       |
| 涙そうそう                   | TBS系ドラマ『広島 昭和20年8月6日』主題歌                                                                              |
| 涙そうそう                   | 東宝配給映画『涙そうそう』主題歌                                                                                      |
| 涙そうそう                   | ANA沖縄『マッタリ〜ナ→ホッコリ〜ナ→』キャンペーンCMソング                                                             |
| 涙そうそう                   | フジテレビ系ドラマ『美ら海からの年賀状』主題歌                                                                        |
| 涙そうそう                   | 日本郵政CMソング |
| 鳥よ                         | テレビ朝日系ドラマ『京都地検の女』主題歌                                                                              |
| 童神～ヤマトグチ～           | テレビ東京系ドラマ『白旗の少女』主題歌                                                                                |
| 愛よ愛よ（）                 | キョーリン製薬『ミルトン』CMソング                                                                                    |
| 微笑みにして                 | 味の素『カルバイタル 母想いキャンペーン』テーマソング                                                                 |
| 微笑みにして                 | カエルカフェ配給映画『母の居る場所〜台風一過〜』主題歌                                                                |
| ココロツタエ                 | NHKテレビ『愛・地球博 関連放送』テーマソング                                                                          |
| 天の子守歌                   | シネマ・ディスト配給映画『空を飛んだオッチ』エンディングテーマソング                                                  |
| ハグしちゃお                 | テレビ朝日系アニメ『ドラえもん』オープニングテーマ                                                                    |
| 未来                         | 中部日本放送開局記念ソング                                                                                            |
| フルサト                     | TBS系ドラマ『浅草ふくまる旅館』主題歌                                                                                 |
| 's Wonderful                 | 日本ビクター『Everio』CMソング                                                                                        |
| あの花のように               | NHKテレビドラマ『フルスイング』主題歌                                                                                 |
| 第三の男                     | サッポロビール『ヱビスビール』京都・洛中篇CMソング                                                                    |
| だいじょぶ、だいじょうぶ     | 東映配給映画『春よこい』主題歌                                                                                        |
| だいじょぶ、だいじょうぶ     | 兵庫県手延素麺協同組合『揖保乃糸』2008年度CMソング                                                                    |
| いのちの音                   | テレビ東京系『田舎に泊まろう!』エンディングテーマ                                                                     |
| ウンジュの原点               | 角川配給映画『南の島のフリムン』主題歌                                                                                |
| 果てなき想い                 | 兵庫県手延素麺協同組合『揖保乃糸』2009年度CMソング                                                                    |
| いのちのリズム               | 日本赤十字社献血推進CMソング                                                                                          |
| ジャスミンの花               | 兵庫県手延素麺協同組合『揖保乃糸』2010年度CMソング                                                                    |
| 少年時代                     | ソニー・コンピュータエンタテインメント社ゲーム「ぼくのなつやすみポータブル2 ナゾナゾ姉妹と沈没船の秘密!」テーマソング |
| 愛しい子（）～シングルVer.～ | NHKラジオ「ラジオ深夜便」深夜便のうた（2011年1月～3月）                                                               |
| あすという日が               | NRN系「どうですか歌謡曲」今週の歌                                                                                     |
| 心の地図                     | 日テレ系『ぶらり途中下車の旅』エンディングテーマ（2013年10月～12月）                                                  |
| 旅のどこかで                 | 日テレ系『ぶらり途中下車の旅』エンディングテーマ（2014年1月～3月）                                                    |
| 虹のかけら                   | NHKラジオ「ラジオ深夜便」深夜便のうた（2014年4月～6月）                                                               |
| 春夏秋冬                     | 映画「右へいってしまった人」主題歌（2023年12月1日公開） - 本人役で出演。                                              |

## ミュージックビデオ
| 監督       | 曲名                                                                    |
| RYO ADACHI | 「ココロツタエ」                                                        |
| 岩田宣之   | 「鳥よ」                                                                |
| 大石リョウ | 「あすという日が」                                                      |
| 酒井智     | 「愛よ愛よ」                                                            |
| 元安司     | 「涙そうそう」                                                          |
| 不明       | 「さようなら ありがとう」「フルサト」「童神〜ヤマトグチ〜」「道しるべ」 |

## 書籍協力
- みんなの手話ソング (3) 夏川りみと沖縄のうた（ISBN 978-4-496-04297-3、2007年5月）
- 歌ではじめる手話入門―「涙そうそう」を手話ソングにしよう!（ISBN 978-4-496-04337-6、2007年9月）夏川りみ本人が「涙そうそう」の歌詞を手話にして見せている。

## テレビ出演
- 銘酒誕生物語 沖縄 泡盛・古酒のふるさとを訪ねて（2008年、WOWOW）ナレーション
- ザ・ノンフィクション「終戦記念日スペシャル・黒島は忘れない」（2009年、フジテレビ）ナレーション
- てれび絵本「いのちのまつり」朗読（2010年、NHK教育）
- がんばれ!元気ッズ（2012年1月7日 - 28日(毎週金曜)、ABCテレビ）
- ぶらり途中下車の旅（2012年 - 、日本テレビ）
- テレサ・テン 歌声は永遠に〜没後20年・アジアをつないだ魂をたずねて〜（2015年5月8日、NHK BSプレミアム） - ナビゲーター
- NHKのど自慢（NHK総合・ラジオ第1・FM[29]） - 不定期ゲスト

### NHK紅白歌合戦出場歴
| 年度/放送回               | 回 | 曲目                       | 出演順 | 対戦相手         | 備考                                                                                           |
| ------------------------- | -- | -------------------------- | ------ | ---------------- | ---------------------------------------------------------------------------------------------- |
| 2002年（平成14年）/第53回 | 初 | 涙そうそう                 | 16/27  | ゴスペラーズ     |                                                                                                |
| 2003年（平成15年）/第54回 | 2  | 涙そうそう（2回目）        | 25/30  | （対戦相手なし） | 森山良子・BEGINと 合同で組を超えて出演。                                                       |
| 2004年（平成16年）/第55回 | 3  | 涙そうそう（3回目）        | 13/28  | 前川清           |                                                                                                |
| 2005年（平成17年）/第56回 | 4  | 涙そうそう（4回目）        | 24/29  | アリス           |                                                                                                |
| 2006年（平成18年）/第57回 | 5  | 花〜すべての人の心に花を〜 | 11/27  | 布施明           |                                                                                                |
| 2011年（平成23年）/第62回 | 6  | あすという日が             | -      | （対戦相手なし） | 秋川雅史と合同で組を超えて出演。 正式な出場歌手扱いだが、曲順の カウント対象にはされていない。 |

注意点
- 曲名の後の（○回目）は紅白で披露された回数を表す。
- 出演順は「出演順/出場者数」で表す。

## 映画出演
- 右へいってしまった人（2023年12月1日公開） - 本人 役[30]

## ラジオ出演
- ラジオ深夜便（2015年4月 - 、NHKラジオ第1・FM）「ミッドナイトトーク」偶数月水曜日コメンテーター
- Room in the ear 〜夏川りみの『たびぐくる』〜（スタッフ兼相手役としてわたなべヨシコも参加）（FM FUJI、日曜18:30-18:54、2022年4月3日[31]-2022年6月26日）
- アーティスト・プロデュース・スーパー・エディション（JFNC、2022年5月）
- 夏川りみのたびぐくる ちむぐくる（夏川のパートナーとしてわたなべヨシコも出演）（制作／かしわプロダクション、本州・四国・九州のAMラジオ局10局で放送開始。オンエア曜日／時間は各局毎に異なり、最長の局では1時間、最短の局の場合は10分。2023年10月第1週[32] - ）

## CM出演
- ACジャパン（2019年度 - 2020年度沖縄地域キャンペーン「1日1チムグクル」でCMソングとナレーションを担当）

## 受賞
2002年12月31日
『第44回日本レコード大賞』金賞受賞 作品名：涙そうそう
2003年3月
第17回日本ゴールドディスク大賞 演歌/歌謡曲 アルバム・オブ・ザ・イヤー 作品名：てぃだ～太陽・風ぬ想い（てぃだ・かじぬうむい）～
2003年10月
『2003 Home Entertainment Award』ベストヴォーカリスト賞受賞
2003年11月
『ベストヒット歌謡祭』ゴールドアーティスト賞受賞 作品名：涙そうそう
2003年12月
『日本有線大賞』最優秀音楽賞受賞 作品名：涙そうそう
2003年12月31日
『第45回日本レコード大賞』金賞受賞 作品名：童神
2004年4月12日
「涙そうそう」100週間連続チャートインで、『オリコン・ロングセラー・オブ・ジャパン』受賞（最終的に連続チャートインは116週）
2004年12月31日
『第46回日本レコード大賞』最優秀歌唱賞受賞 金賞受賞 作品名：愛よ愛よ
2005年8月6日
石垣市市民栄誉章受章
2005年12月31日
『第47回日本レコード大賞』金賞受賞 作品名：ココロツタエ
2006年4月
第14回『スポニチ文化芸術大賞』優秀賞受賞